# Kusznicy genueńscy

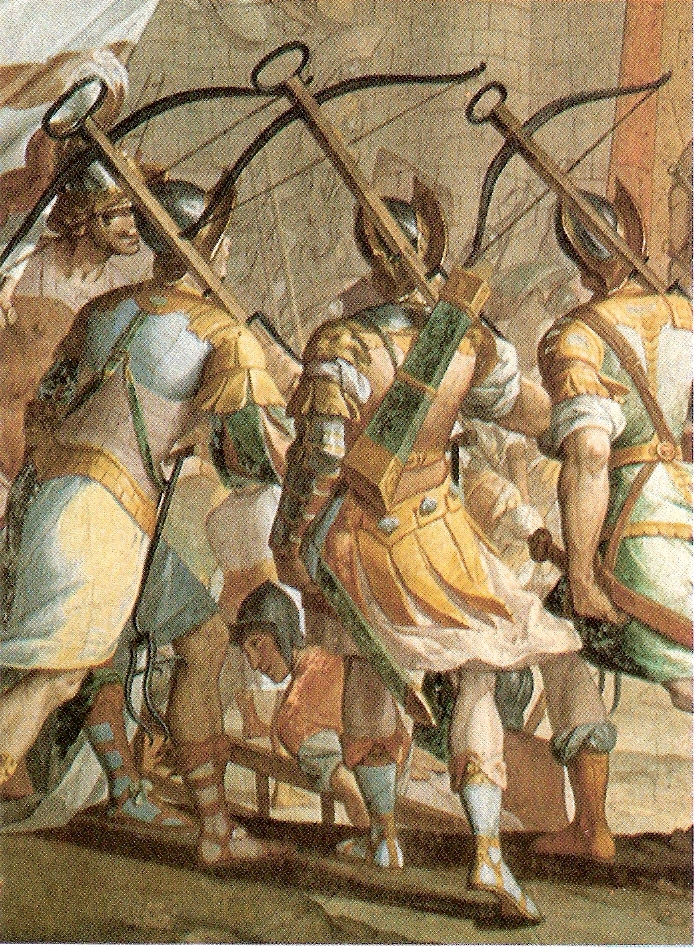
Kusznicy genueńscy podczas szturmu Jerozolimy w roku 1099

Kusznicy genueńscy (wł. Balestrieri genovesi) – średniowieczne oddziały wojskowe, wykorzystywane przez Republikę Genui, oraz służące jako wojska najemne w innych państwach włoskich i w całej Europie.
Genueńscy kusznicy walczyli zarówno na morzach jak i na lądzie, bardziej znaczące przykłady to zdobycie Jerozolimy (1099), bitwa pod Crécy (1346) czy bitwy morskie pod Melorią (1284) i Curzolą (1298). Kusznicy pochodzili z różnych części Ligurii, ale szkoleni byli na terenie miasta Genua. Dowódcy kompanii zwykle wywodzili się ze szlacheckich rodzin tego miasta. Wyposażenie poza kuszami wyrabianymi w Genui, składało się ze sztyletu, lekkiego hełmu, ryngrafu, koszuli kolczej oraz pawęży, która była wykorzystywana podczas ładowania kuszy do osłony.